# Kommissar Stolberg
Kommissar Stolberg (1. Staffel Stolberg) ist eine deutschsprachige Krimiserie im ZDF. Rudolf Kowalski spielte ab 2006 den Düsseldorfer Kommissar Martin Stolberg. Die siebte Staffel wurde im Sommer 2012 gesendet. Nach der Ausstrahlung von weiteren vier Folgen wurde die Serie 2013 eingestellt.
Die Dreharbeiten für die ZDF-Krimiserie, die bis einschließlich der fünften Staffel freitagabends im Wechsel mit Der Alte, Ein Fall für zwei, Der Kriminalist und Der Staatsanwalt ausgestrahlt wurde, begannen im März 2006. Die erste Folge wurde am 27. Oktober 2006 ausgestrahlt. Mit Beginn der siebten Staffel ist neuer Sendetermin der Dienstagabend um 20:15 Uhr. Dreh- und Handlungsort der Serie ist Düsseldorf. Für die ersten beiden Folgen konnte der renommierte Regisseur Matti Geschonneck gewonnen werden, für die Kamera zeichnete Hannes Hubach verantwortlich. Die Titelmusik ist von Nikolaus Glowna.
Die 8. Staffel mit den letzten vier Folgen wurde am Samstagabend um 21:45 Uhr ausgestrahlt.

## Besetzung
| Schauspieler     | Rollenname         | Funktion                | Einstieg  | Ausstieg  | Ausstiegsgrund                                                                                 |
| ---------------- | ------------------ | ----------------------- | --------- | --------- | ---------------------------------------------------------------------------------------------- |
| Rudolf Kowalski  | Martin Stolberg    | Kriminalhauptkommissar  | Staffel 1 | Staffel 8 | Einstellung der Serie                                                                          |
| Victoria Mayer   | Sofia Lechner      | Kriminaloberkommissarin | Staffel 1 | Staffel 3 | unbekannt                                                                                      |
| Aurel Manthei    | Florian Glade †    | Kriminaloberkommissar   | Staffel 1 | Staffel 4 | Wird von einem Mörder bei dessen Verhaftung erschossen. Manthei bat um Ausstieg aus der Serie. |
| Eva Scheurer     | Dr. Hannah Voskort | Gerichtsmedizinerin     | Staffel 3 | Staffel 8 | Einstellung der Serie                                                                          |
| Annett Renneberg | Catharina Brandt   | Kriminaloberkommissarin | Staffel 4 | Staffel 6 | Tritt ihren Schwangerschaftsurlaub an und zieht zurück nach Berlin. / unbekannt                |
| Wanja Mues       | Nico Schreiber     | Kriminaloberkommissar   | Staffel 5 | Staffel 8 | Einstellung der Serie                                                                          |
| Jasmin Schwiers  | Svenja Landau      | Kriminaloberkommissarin | Staffel 7 | Staffel 8 | Einstellung der Serie                                                                          |

## Drehorte
Als Drehort für das Kommissariat dient ein Büro im Kölner Mediapark, viele Außenaufnahmen entstanden aber in der Düsseldorfer Altstadt, so tauchen die Straßenzüge Altestadt und Liefergasse mehrmals auf. Auch Wohnungen in Köln wurden für Dreharbeiten angemietet.

## Die Folgen

### Erste Staffel
- (1.1) Todsicher
EA 27. Oktober 2006, Regie: Matti Geschonneck, Buch: Frank Göhre und Christoph Benkelmann
Episodenschauspieler: Kai Wiesinger, Laura-Charlotte Syniawa, Martina Eitner-Acheampong
- (1.2) Hexenjagd
EA 3. November 2006, Regie: Matti Geschonneck, Buch: Sönke Lars Neuwöhner
Episodenschauspieler: Christian Näthe, Katharina Abt, Stefanie Schmid, Max Felder
- (1.3) Kreuzbube
EA 10. November 2006, Regie: Peter Keglevic, Buch: Jan von der Bank und Sönke Lars Neuwöhner
Episodenschauspieler: Christoph Waltz, Anna Loos, Thomas Anzenhofer
- (1.4) Du bist nicht allein
EA 17. November 2006, Regie: Peter Keglevic, Buch: Sönke Lars Neuwöhner und Natalia Geb
Episodenschauspieler: Alice Dwyer, Nina Kronjäger, Dominic Raacke, Katja Weitzenböck
- (1.5) Flüchtige Begegnung
EA 24. November 2006, Regie: Michael Schneider, Buch: Arne Laser und Meriko Gehrmann
Episodenschauspieler: Tobias Oertel, Max Gertsch, Katharina Wackernagel, Jule Ronstedt
- (1.6) Vaterliebe
EA 1. Dezember 2006, Regie: Michael Schneider, Buch: Jörg von Schlebrügge
Episodenschauspieler: Herbert Knaup, Katharina Schüttler, Hannah Herzsprung

### Zweite Staffel
- (2.1) Der Sonnenkönig
EA 21. September 2007, Regie: Ulrich Zrenner, Buch: Natalia Geb
Episodenschauspieler: Axel Milberg, Pauline Knof, Alissa Jung
- (2.2) Vermisst
EA 26. Oktober 2007, Regie: Markus Imboden, Buch: Jörg von Schlebrügge und Hannah Hollinger
Episodenschauspieler: Udo Samel, Jasmin Schwiers, Marvin Linke
- (2.3) Gekauftes Glück
EA 30. November 2007, Regie: Ulrich Zrenner, Buch: Jörg von Schlebrügge, Hannah Hollinger
Episodenschauspieler: Kathrin Ackermann, Ulrike Kriener, Christoph M. Ohrt, Johannes Zirner, Simone Hanselmann, Katja Liebing, Markus Kirschbaum
- (2.4) Die letzte Vorstellung
EA 28. Dezember 2007, Regie: Markus Imboden, Buch: Meriko Gehrmann und Arne Laser
Episodenschauspieler: Sunnyi Melles, Susanna Simon, Marie Zielcke, Lenn Kudrjawizki, Matthias Matschke, Rainer Sellien
- (2.5) Eisprinzessin
EA 8. Februar 2008, Regie: Michael Schneider, Buch: Sven S. Poser
Episodenschauspieler: Janina Stopper, Charlotte Schwab, Dietmar Mues, Michael Schenk, Florian Bartholomäi, Josefine Preuß, Roland Koch, Markus Hoffmann
- (2.6) Toter Engel
EA 15. Februar 2008, Regie: Christine Hartmann, Buch: Alexander Adolph
Episodenschauspieler: Florian Martens, Thomas Feist, Martin Stührk, Antonio Wannek, Kathrin von Steinburg, Heike Trinker, Bettina Lamprecht, Arno Kempf, Hanno Friedrich, Thomas Fehlen
- (2.7) Tod im Wald
EA 22. Februar 2008, Regie: Christine Hartmann, Buch: Sönke Lars Neuwöhner
Episodenschauspieler: Hanna Schygulla, Volkmar Kleinert, Adam Oest, Joram Voelklein, Janina Sachau, Ernst Stölzer, Wolfgang Pregler, Hans Jochen Wagner
- (2.8) Irrlichter
EA 29. Februar 2008, Regie: Michael Schneider, Buch: Jörg von Schlebrügge und Hannah Hollinger
Episodenschauspieler: Loretta Pflaum, Marek Harloff, Peter Lerchbaumer, Petra Kelling, Arved Birnbaum, Laura Tonke, Rainer Strecker, Jörg Ratjen

### Dritte Staffel
- (3.1) Freund und Helfer
EA 7. November 2008, Regie: Michael Schneider, Buch: Sönke Lars Neuwöhner und Natalia Geb
Episodenschauspieler: Jürgen Tonkel, Marlon Kittel, Robert Höller, Natalia Rudziewicz, Andreas Schmidt, Stephan Grossmann, Tilo Prückner, Steffi Kühnert, Joseph M’Barek
- (3.2) Gespenster
EA 14. November 2008, Regie: Michael Schneider, Buch: Sven S. Poser und Denise Schöwing
Episodenschauspieler: Ulrike Krumbiegel, André Hennicke, Anna Schudt, Kilian Schüler, Sophia Abtahi, Felix Bold, Ben Unterkofler, Anja Laïs
- (3.3) Die besten Jahre
EA 21. November 2008, Regie: René Heisig, Buch: Stefan Dähnert und Christoph Benkelmann
Episodenschauspieler: Robert Gwisdek, Nadja Bobyleva, André Jung, Tino Mewes, Ludwig Blochberger, Daniel Roesner, Isis Krüger
- (3.4) Blutgrätsche
EA 28. November 2008, Regie: René Heisig, Buch: Arne Laser und Meriko Gehrmann
Episodenschauspieler: Denis Moschitto, Maya Bothe, Felix Vörtler, Carlo Ljubek, Enno Hesse, Prodromos Antoniadis, Meike Droste, Andreas Grötzinger
- (3.5) Die zweite Chance
EA 6. März 2009, Regie: Ulrich Zrenner, Buch: Melanie Brügel
Episodenschauspieler: Günter Barton, Josef Heynert, Dirk Martens, Sirk Radzei, Angela Roy, Christoph Zrenner
- (3.6) Die falsche Frau
EA 13. März 2009, Regie: Ulrich Zrenner, Buch: Natalia Geb und Sönke Lars Neuwöhner
Episodenschauspieler: Matthias Brandt, Katja Lechthaler, Tobias Licht, Adrian Topol, Jennifer Ulrich, Karoline Eichhorn, Christof Wackernagel
- (3.7) Die Nacht vor der Hochzeit
EA 20. März 2009, Regie: Martin Eigler, Buch: Hannah Hollinger und Jörg von Schlebrügge
Episodenschauspieler: Ulrich Noethen, Birge Schade, Dirk Borchardt, Jale Arıkan, Karoline Teska, Wolf-Dietrich Sprenger
- (3.8) Die Tote vom Fluss
EA 27. März 2009, Regie: Martin Eigler, Buch: Martin Eigler und Sönke Lars Neuwöhner
Episodenschauspieler: Sibylle Canonica, Susanne Pätzold, Fritz Roth, Wolfgang Rüter, Jan Henrik Stahlberg, Erdal Yıldız

### Vierte Staffel
- (4.1) Kreuzzug
EA 23. Oktober 2009, Regie: Michael Schneider, Buch: Sven S. Poser, Denise Schöwing
Episodenschauspieler: Oliver Stokowski, Peter Franke, Sylvia Schwarz, Theo Pfeifer, Rainer Laupichler
- (4.2) Requiem
EA 30. Oktober 2009, Regie: Michael Schneider, Buch: Natalia Geb, Sönke Lars Neuwöhner
Episodenschauspieler: Tim Bergmann, Michael Lott, Franziska Walser, Peter Sattmann, Alice Dwyer, Andreas Windhuis, Johannes Allmayer, Gundula Rapsch, Thomas Dannemann, Hendrik Arnst
- (4.3) Am Tag danach
EA 6. November 2009, Regie: Tobias Ineichen, Buch: Meriko Gehrmann, Arne Laser
Episodenschauspieler: Susanne Lothar, Katharina Lorenz, Michael Wittenborn, Hans Peter Hallwachs
- (4.4) Ein starker Abgang
EA 13. November 2009, Regie: Tobias Ineichen, Buch: Jörg von Schlebrügge
Episodenschauspieler: Peter Lohmeyer, Ole Puppe, Karina Plachetka, Axel Häfner
- (4.5) Bei Anruf Mord
EA 16. April 2010, Regie: Michael Schneider, Buch: Sönke Lars Neuwöhner
Episodenschauspieler: Daniel Drewes, Marie-Lou Sellem, Krystian Martinek, Marita Marschall, Irene Kugler, Nicole Ernst, Manuel Cortez
- (4.6) Eine Frage der Ehre
EA 23. April 2010, Regie: Tom Zenker, Buch: Jochen Pahl
Episodenschauspieler: Nina Fog, Hyun Wanner, Marleen Lohse, Tonio Arango, Peter Kremer
- (4.7) Schrei nach Liebe
EA 30. April 2010, Regie: Tom Zenker, Buch: Melanie Brügel
Episodenschauspieler: Martin Lindow, Johanna Gastdorf, Kai Malina, Timo Dierkes, Oliver Bröcker, Petra Kleinert
- (4.8) Das Mädchen und sein Mörder
EA 7. Mai 2010, Regie: Michael Schneider, Buch: Roderick Wahrich
Episodenschauspieler: Harald Schrott, Maria Kwiatkowsky, Janna Striebeck, Despina Pajanou, Alexandra von Schwerin

### Fünfte Staffel
- (5.1) Der Freund von früher
EA 12. November 2010, Regie: Michael Schneider, Buch: Roderick Wahrich, Jörg von Schlebrügge
Episodenschauspieler: Thomas Sarbacher, Cosma Shiva Hagen, Max Simonischek, Rene Ifrah
- (5.2) Familienbande
EA 19. November 2010, Regie: Michael Schneider, Buch: Denise Schöwing, Sven S. Poser
Episodenschauspieler: Walter Sittler, Matthias Koeberlin, Melika Foroutan, Torben Liebrecht
- (5.3) Nachtgestalten
EA 26. November 2010, Regie: Filippos Tsitos, Buch: Sönke Lars Neuwöhner, Natalia Geb
Episodenschauspieler: Katharina Böhm, Barnaby Metschurat, Emma Grimm, Maurizio Magno, André Hennicke
- (5.4) Ehebruch
EA 3. Dezember 2010, Regie: Filippos Tsitos, Buch: Jörg von Schlebrügge
Episodenschauspieler: Axel Prahl, Birge Schade, Mark Waschke, Vlatka Alec
- (5.5) Geld oder Liebe
EA 29. April 2011, Regie: Michael Schneider, Buch: Meriko Gehrmann
Episodenschauspieler: Nicholas Reinke, Christina Plate, Jannis Niewöhner, Hans Holzbecher, Alexandra Schalaudek, Johannes Flachmeyer
- (5.6) Abgezockt
EA 6. Mai 2011, Regie: Michael Schneider, Buch: Clemens Murath
Episodenschauspieler: Pierre Besson, Valerie Niehaus, Mario Irrek, Bettina Engelhardt, Erdal Yıldız, Nana Krüger, Julia Bremermann
- (5.7) Drei Frauen
EA 13. Mai 2011, Regie: Michael Schneider, Buch: Florian Iwersen
Episodenschauspieler: Désirée Nosbusch, Hermann Beyer, Gundula Rapsch, Thomas Weber-Schallauer, Kirsten Block, Rebecca Rudolph, Peter Nottmeier
- (5.8) Zwischen den Welten
EA 20. Mai 2011, Regie: Ulrich Zrenner, Buch: Peter Petersen, Andrea Uphaus
Episodenschauspieler: Katharina Abt, Liv Lisa Fries, Frederick Lau, Catrin Striebeck, Michael Brandner, Peter Espeloer, Peter Clös, Petra Fischer

### Sechste Staffel
- (6.1) Krieger
EA 7. Januar 2012, Regie: Michael Schneider, Buch: Jochen Pahl
Episodenschauspieler: Oliver Stokowski, Jule Ronstedt, Michael Roll, Tom Gramenz, Marc Ben Puch
- (6.2) Der Mann, der weint 
EA 14. Januar 2012, Regie: Michael Schneider, Buch: Jörg von Schlebrügge, Denise Schöwing
Episodenschauspieler: Gerald Alexander Held, Marion Kracht, Wolf-Niklas Schykowski, Felix Vörtler, Margret Völker, Christina Hecke, Sascha Nathan
- (6.3) Blutsbrüder 
EA 21. Januar 2012, Regie: Andi Niessner, Buch: Denise Schöwing, Sven S. Poser
Episodenschauspieler: Martin Feifel, Rahul Chakraborty, Robert Gallinowski, Sergej Moya, Pit Bukowski, Eva Scheurer, Naomi Krauss, Maria Ehrich, Saskia Fischer
- (6.4) Tödliches Netz 
EA 28. Januar 2012, Regie: Andi Niessner, Buch: Sönke Lars Neuwöhner, Natalia Geb
Episodenschauspieler: Michaela May, Rahul Chakraborty, Lavinia Wilson, Robert Hunger-Bühler, Nikolai Kinski, Claudia Lenzi, Christian Aumer

### Siebte Staffel
- (7.1) Trance 
EA 3. Juli 2012, Regie: Michael Schneider, Buch: Jörg von Schlebrügge
Episodenschauspieler: Bernd Stegemann, Martin Brambach, Jella Haase, Constantin von Jascheroff, Antoine Monot, Jr., Heike Trinker
- (7.2) Unter Feuer 
EA 10. Juli 2012, Regie: Michael Schneider, Buch: Natalia Geb, Sönke Lars Neuwöhner
Episodenschauspieler: Andreas Grötzinger, Hannes Hellmann, Martin Hohner, Klara Manzel, Devid Striesow, Markus Tomczyk
- (7.3) Im Dunkeln 
EA 17. Juli 2012, Regie: Michael Schneider, Buch: Jörg von Schlebrügge
Episodenschauspieler: Jürgen Haug, Petra Kleinert, Renate Krößner, Alina Levshin, Sven Pippig, Eva Scheurer
- (7.4) Klassenkampf 
EA 24. Juli 2012, Regie: Michael Schneider, Buch: Sönke Lars Neuwöhner, Natalia Geb
Episodenschauspieler: Leonard Carow, Catherine Flemming, Alina Levshin, Thomas Balou Martin, Marija Mauer, Jeremy Mockridge, Rick Okon, Eva Scheurer

### Achte Staffel
- (8.1) Der verlorene Sohn 
EA 12. Januar 2013, Regie: Michael Schneider, Buch: Denise Schöwing, Sven S. Poser
Episodenschauspieler: Alina Levshin, Marcus Mittermeier, Sonja Baum, Hanns Zischler, Oliver Breite, Louis Hofmann, Guido Renner
- (8.2) Himmel und Hölle 
EA 26. Januar 2013, Regie: Peter Payer, Buch: Jörg von Schlebrügge
Episodenschauspieler: Alina Levshin, Nadja Bobyleva, Simon Schwarz, Ivan Shvedoff, Alexander Hörbe, Lea Thomas, Felix Rech, Yorck Dippe
- (8.3) Die Frankenberg-Protokolle 
EA 9. Februar 2013, Regie: Peter Payer, Buch: Clemens Murath
Episodenschauspieler: Suzanne von Borsody, Branko Samarovski, Anna Thalbach, Andreas Lust, Lea Mornar, Tilo Prückner
- (8.4) Die Unsichtbaren 
EA 2. März 2013, Regie: Martin Eigler, Buch: Martin Eigler
Episodenschauspieler: Stephan Kampwirth, Thorsten Merten, Matthias Bundschuh, Olivia Pascal, Joan Pascu, Katharina Nestyowa, Alena Vatutina. Dimitri Bilov, Nikolaus Szentmiklosi, Michaela Breit, Severin von Hoensbroech